# FAW Junpai A70
Der FAW Junpai A70 ist eine Limousine der Kompaktklasse des chinesischen Automobilherstellers China FAW Group (FAW), die zwischen 2016 und 2018 unter dem Markennamen FAW und der Submarke Junpai vertrieben wurde.

## Geschichte
Die auf dem Besturn B30 basierende Limousine wurde auf der Beijing Auto Show im April 2016 vorgestellt und ist nach dem D60 das zweite Modell, das unter der Submarke Junpai verkauft wird. In China kam der A70 am 21. September 2016 auf den Markt. Im Herbst 2017 folgte eine Elektroversion.

## Technische Daten
Der Wagen wird von einem 1,6-Liter-Ottomotor mit 83 kW (113 PS) angetrieben. Als Getriebe wird ein 5-Gang-Schaltgetriebe oder ein 6-Gang-Automatikgetriebe verwendet. Außerdem gibt es ab Herbst 2017 eine 80 kW (109 PS) starke Elektroversion mit einer Reichweite von 205 km.
|                                             | A70 1.6                       | A70E                                    |
| Bauzeitraum                                 | 09/2016–12/2018               | 09/2017–12/2018                         |
| Motorkenndaten                              |                               |                                         |
| Motortyp                                    | Reihen-Vierzylinder-Ottomotor | Permanenterregter Synchron-Elektromotor |
| Hubraum                                     | 1598 cm³                      | —                                       |
| max. Leistung bei min−1                     | 83 kW (113 PS) / 5500         | 80 kW (109 PS)                          |
| max. Drehmoment bei min−1                   | 155 Nm / 3600                 | 228 Nm                                  |
| Kraftübertragung                            |                               |                                         |
| Antrieb, serienmäßig                        | Vorderradantrieb              | Vorderradantrieb                        |
| Getriebe, serienmäßig                       | 5-Gang-Schaltgetriebe         | 1-Stufen-Reduktionsgetriebe             |
| Getriebe, optional                          | [6-Gang-Automatikgetriebe]    | —                                       |
| Messwerte                                   |                               |                                         |
| Höchstgeschwindigkeit                       | 180 km/h [175 km/h]           | 140 km/h                                |
| Beschleunigung, 0–100 km/h                  | 11,7 s [k. A.]                | 11,4 s                                  |
| Kraftstoffverbrauch auf 100 km (kombiniert) | 6,1–6,5 l Super [6,8 l Super] | —                                       |
| Leergewicht                                 | 1230–1245 kg [1270 kg]        | 1450 kg                                 |
| Tankinhalt                                  | 50 l                          | —                                       |

Werte in eckigen Klammern gelten für Modelle mit Automatikgetriebe